# Giottova zvonice
Giottova zvonice (it. Campanile di Giotto) nacházející se v historické metropoli Toskánska Florencii, je jednou ze tří slavných italských zvonic. Tento umělecký skvost byl postaven v letech 1334–1359 jako součást katedrály Santa Maria del Fiore.
Historické centrum Florencie, včetně Giottovy zvonice, bylo roku 1982 zapsáno na Seznam světového dědictví UNESCO.

## Historie výstavby
Roku 1334 jmenovala městská rada ve Florencii architektem pro stavbu hradeb města malíře Giotta di Bondone. Giotto, jemuž se v té době již blížila sedmdesátka, byl tehdy všeobecně uznávaným umělcem v celé Itálii a vytvořil skutečnou školu svých žáků. Do Florencie, z jejíhož okolí pocházel, byl povolán, aby „práce, které se provádějí ve městě Florencii, byly provedeny co nejdokonaleji, což by nebylo možné, kdyby je nevedl vynikající a zkušený mistr. A protože v celém světě nelze najít lepšího, než je mistr Giotto di Bondone, budiž ve svém rodném městě zván Magnus Magister a jako takový také veřejně uznáván.“ Tato funkce v sobě zahrnovala také dozor nad výstavbou nové městské katedrály Santa Reparata (1436 vysvěcena jako Santa Maria del Fiore).
Ještě v roce 1334 vypracoval Giotto projekt zvonice, takže její výstavba mohla být zahájena již 18. července téhož roku. Nedlouho nato odjel do Milána, kam ho povolal tamní vládce Azzo Visconti. V Miláně setrval až do roku 1336. Brzy po návratu do Florencie, 8. ledna 1337, zemřel a byl s úctou pochován v rozestavěném dómu. Po Giottově smrti vedli stavbu katedrály i kampanily Andrea Pisano a Francesco Talenti.
| „             | Tradice tvrdí, že velký malíř vytesal i několik reliéfů dolního pásu, v nichž lze rozpoznat oživující dech jeho stylu. Jenže stavba florentské kampanily trvala léta a zaměstnala řadu umělců; proto je velice pochybné, že by Giotto, který zemřel tři roky po zahájení prací, byl mohl udělat víc než plán tak významného stavebního díla. | “ |
| — José Pijoan | |   |

## Vzhled a umělecké bohatství kampanily

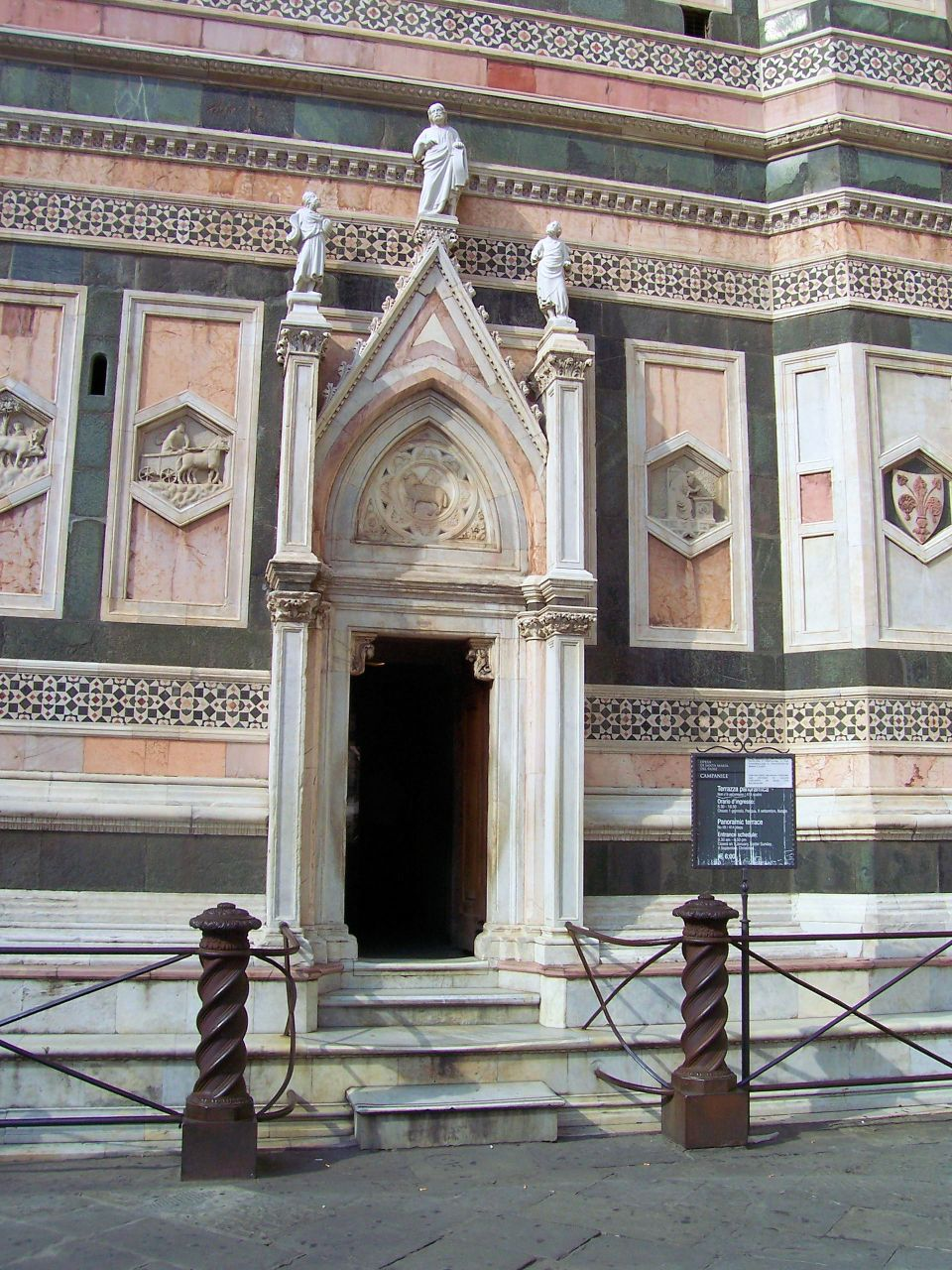
Portál vchodu do zvonice

Zvonice byla vystavěna na čtvercovém základu, jehož strany měří 14 metrů. Její výška činí 84 metrů. Stěny kampanily jsou obložené barevným mramorem, jak bylo typické pro toskánskou gotickou architekturu. Vysoká věž je rozdělena do několika pásů. Dva nejspodnější pásy podezdívky (jak je patrné při zvětšení obrázku) jsou zdobeny kosočtvercovými a šestihrannými kachlovými reliéfy, jež jsou dílem Andrey Pisana (sochaře pisánské školy, který krátce předtím zhotovil nádherné bronzové dveře pro Baptisterium sv. Jana, jež se nachází naproti katedrále a zvonici) a Lucy della Robbia. Vyšší pás nad podezdívkou obsahuje výklenky se sochami, jejichž autorem je nejvýznamnější italský sochař 15. století Donatello (cyklus Proroci) a další významní umělci. Originály reliéfů a soch byly nahrazeny kopiemi a jsou dnes uschovány v Muzeu dómu (Museo del´Opera dell Duomo). Ve vrchní části věže jsou tři patra s velkými okny gotického tvaru. Okenní výklenky se směrem nahoru zvětšují, a vytvářejí tak zdání lehkosti.
Giottova kampanila je dílem ještě gotickým, nicméně některé její prvky, především výzdoba již „ohlašuje renesanci.“